# Кайя сенегальская
Кайя сенегальская, Хайя сенегальская (лат. Khaya senegalensis) — дерево, вид рода Хайя (Khaya) семейства Мелиевые (Meliaceae), произрастает в Африке.

## Ботаническое описание

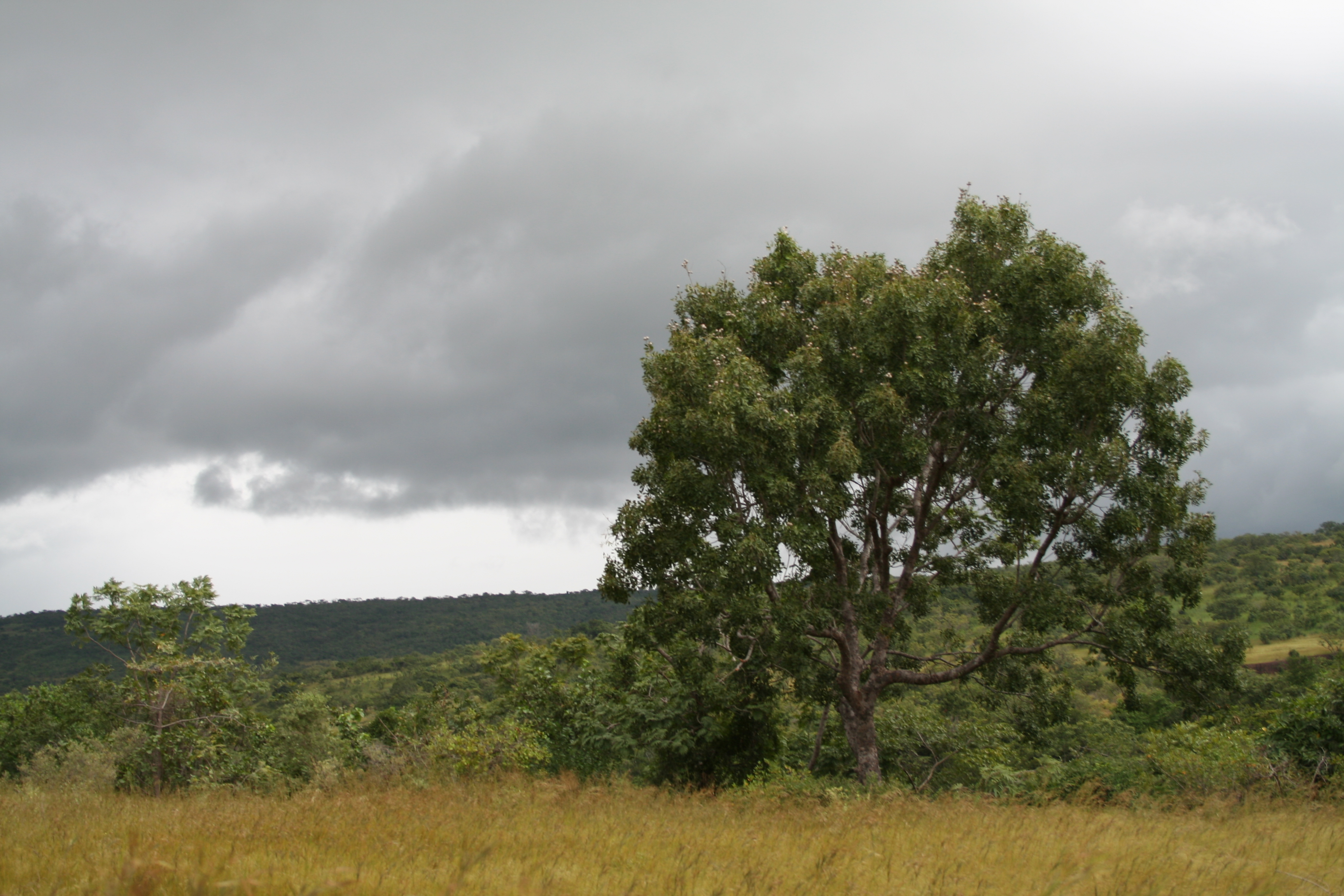
Общий вид дерева

Хайя сенегальская, называемая также «африканское красное дерево», — дерево среднего размера, достигающее 15—30 м в высоту и до 1 м в диаметре. Кора от тёмно-серого до серо-коричневого гладкая в первые годы, затем становится шелушащейся. Сердцевина ствола коричневая с розово-красным пигментом, состоящим из грубых переплетённых зёрен. Листья перистые, с 4—6 парами продолговатых листочков 10 см в длину и 4—5 см в ширину с закруглённым кончиком. Листья располагаются в виде спирали, сгруппированной на конце ветвей. Цветение происходит в конце сухого сезона или в начале сезона дождей. Белые душистые цветки опыляются насекомыми, такими как пчёлы и бабочки. Плоды созревают через 3—5 месяцев после цветения. Деревья начинают плодоносить через 20—25 лет. Плод представляет собой вертикальную, почти шаровидную, древесную капсулу, диаметром 4—6 см, от светло-серого до серовато-коричневого цвета, с 4 клапанами, многочисленными дисковидными или четырёхугольными семенами, сильно уплощёнными. Семена около 2—2,5 см, окружены узким коричневый крылом.
В семенах дерева содержание масла достигает 52,5 %, которое состоит из 65 % олеиновой кислоты, 21 % пальмитиновой кислоты и 10 % стеариновой кислоты.

## Распространение и местообитание
Встречается в Бенине, Буркина-Фасо, Камеруне, Центральноафриканской Республике, Чаде, Кот-д’Ивуаре, Габоне, Гамбии, Гане, Гвинее, Гвинее-Бисау, Мали, Нигере, Нигерии, Сенегале, Сьерра-Леоне, Судане, Того и Уганде. растёт в прибрежных лесах и лесах саванны с большим количеством осадков; во влажных регионах предпочитает возвышенности. В течение первого года жизни у ростка дерева развивается глубокая корневая система, что делает этот вид наиболее засухоустойчивым представителем своего рода.

## Использование человеком

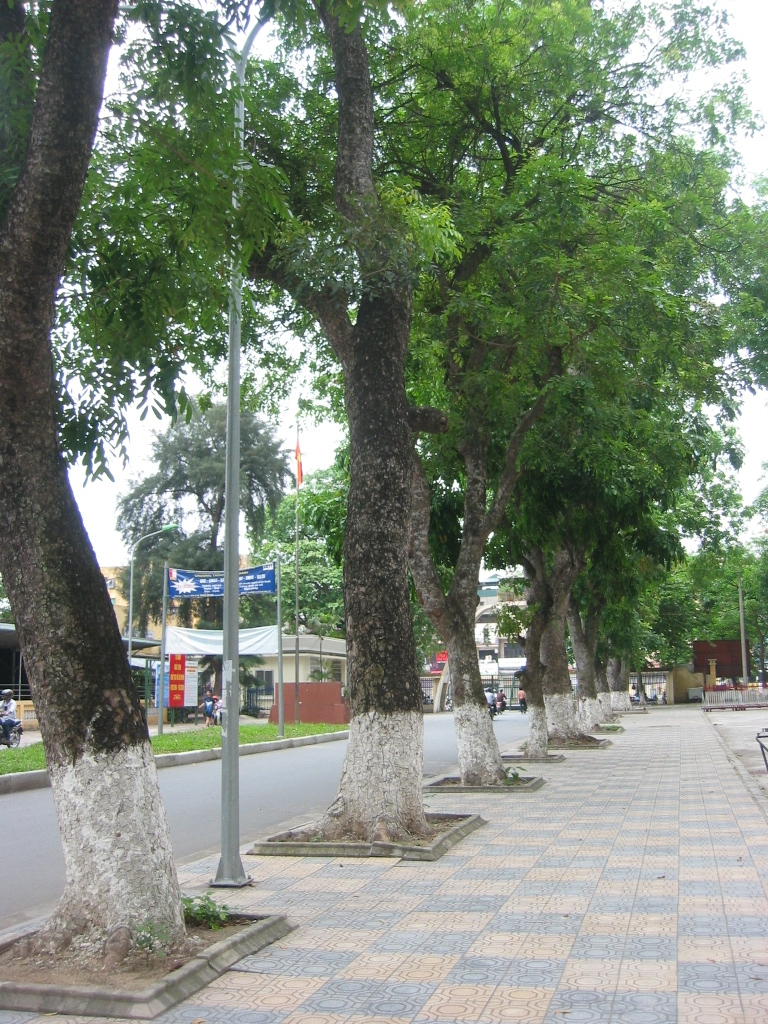
Хайя сенегальская на улицах Ханоя (Вьетнам).

Древесина хайи сенегальской используется для самых разных целей. Традиционно она используется для плотницких работ, внутренней отделки и строительства. Также древесина использовалась для постройки каноэ-долблёнок, бытовых принадлежностей, изготовления традиционных западно-африканских барабанов джембе и как дрова. Кора горького вкуса используется для различных медицинских целей: при малярийной лихорадке, при желудочных и головных болях. Кора применяется для лечения наружных кожных высыпаний, ран.
С первой половины XIX века древесина экспортировалась из Западной Африки (в основном из Гамбии) в Европу, где активно использовалась для производства древесных материалов. В настоящее время древесина хайи используется на местном уровне. Кроме этого, хайя сенегальская высаживается вдоль улиц и дорог с декоративными целями.
За пределами Африки дерево широко использовалось колониальными администрациями при посадке аллей. Этот вид был введён англичанами в Северной Австралии, а французами в Индокитае. Хайя сенегальская является одним из основных видов деревьев, высаженных вдоль улиц Ханоя во Вьетнаме. Он также был введён в Новой Каледонии для высадки в городских районах.

## Охранный статус
В прошлом хайя сенегальская активно вырубалась для деревообрабатывающего производства и для других целей и практически не делалось усилий для восстановления её в природе. В связи с этим Красная книга МСОП рассматривает растение как «уязвимый вид». Однако единственная охрана, которое имеет место, это запрет на экспорт древесины и правовая защита в некоторых странах.

## Галерея

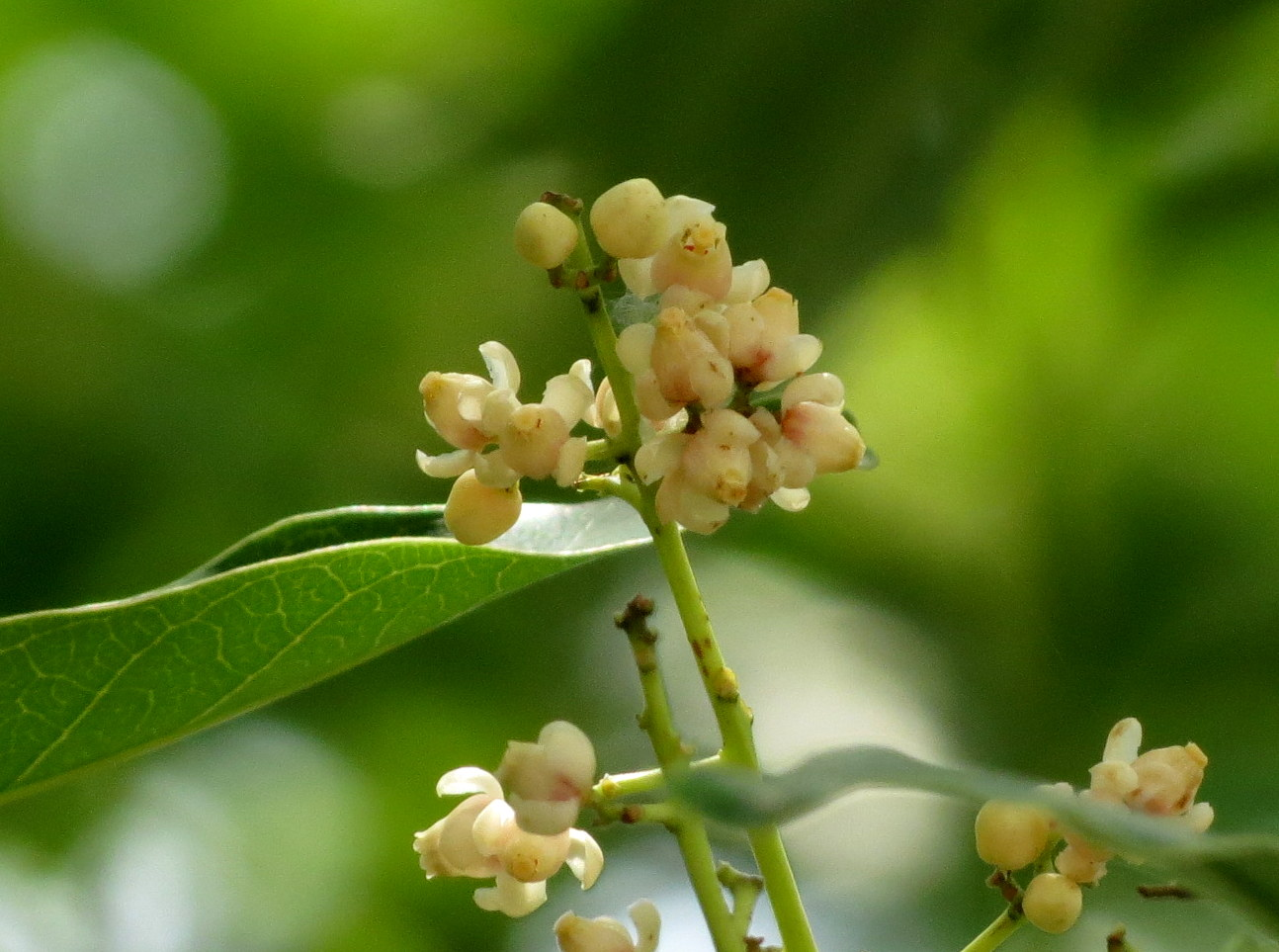
Цветы
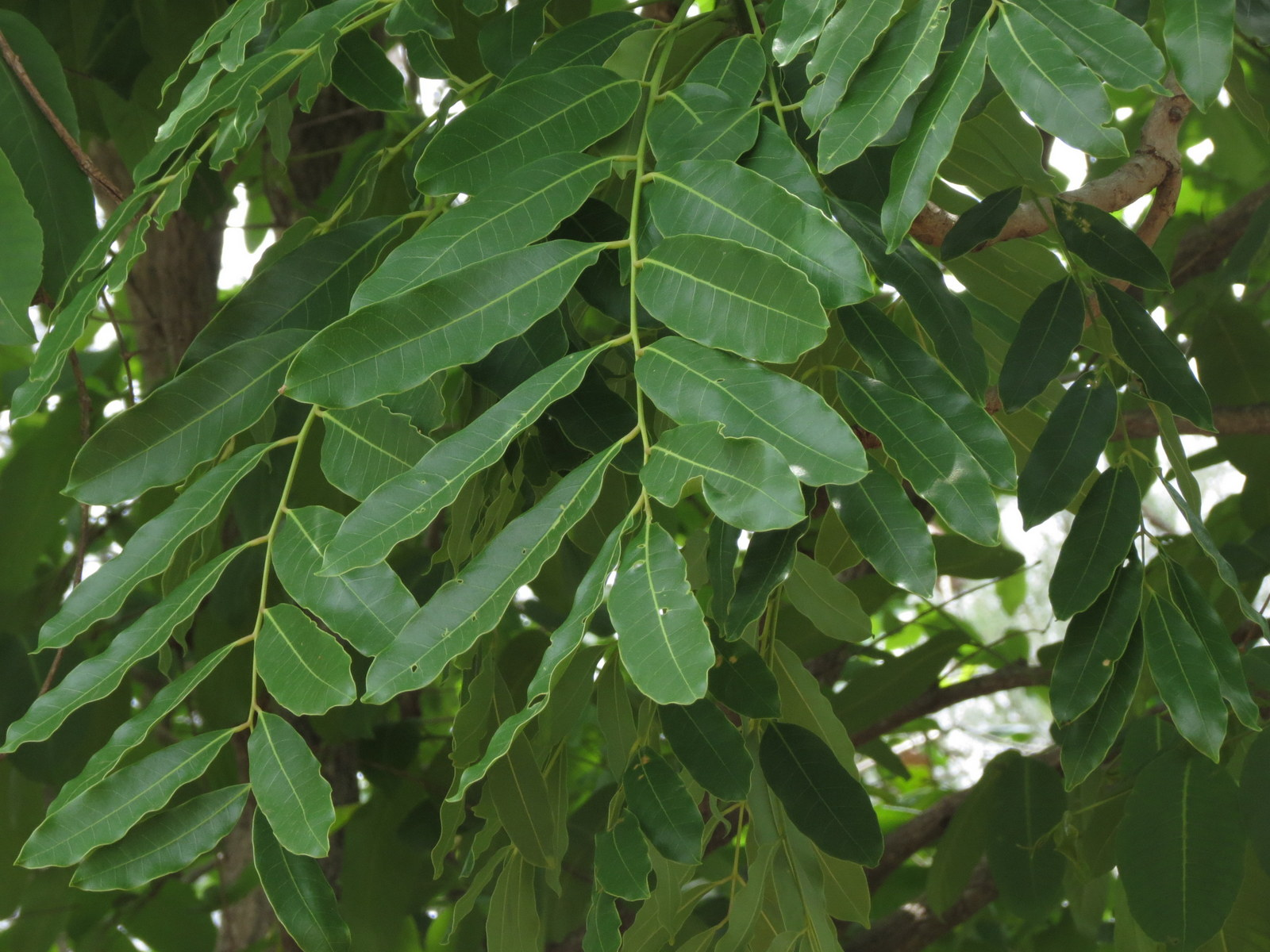
Листья
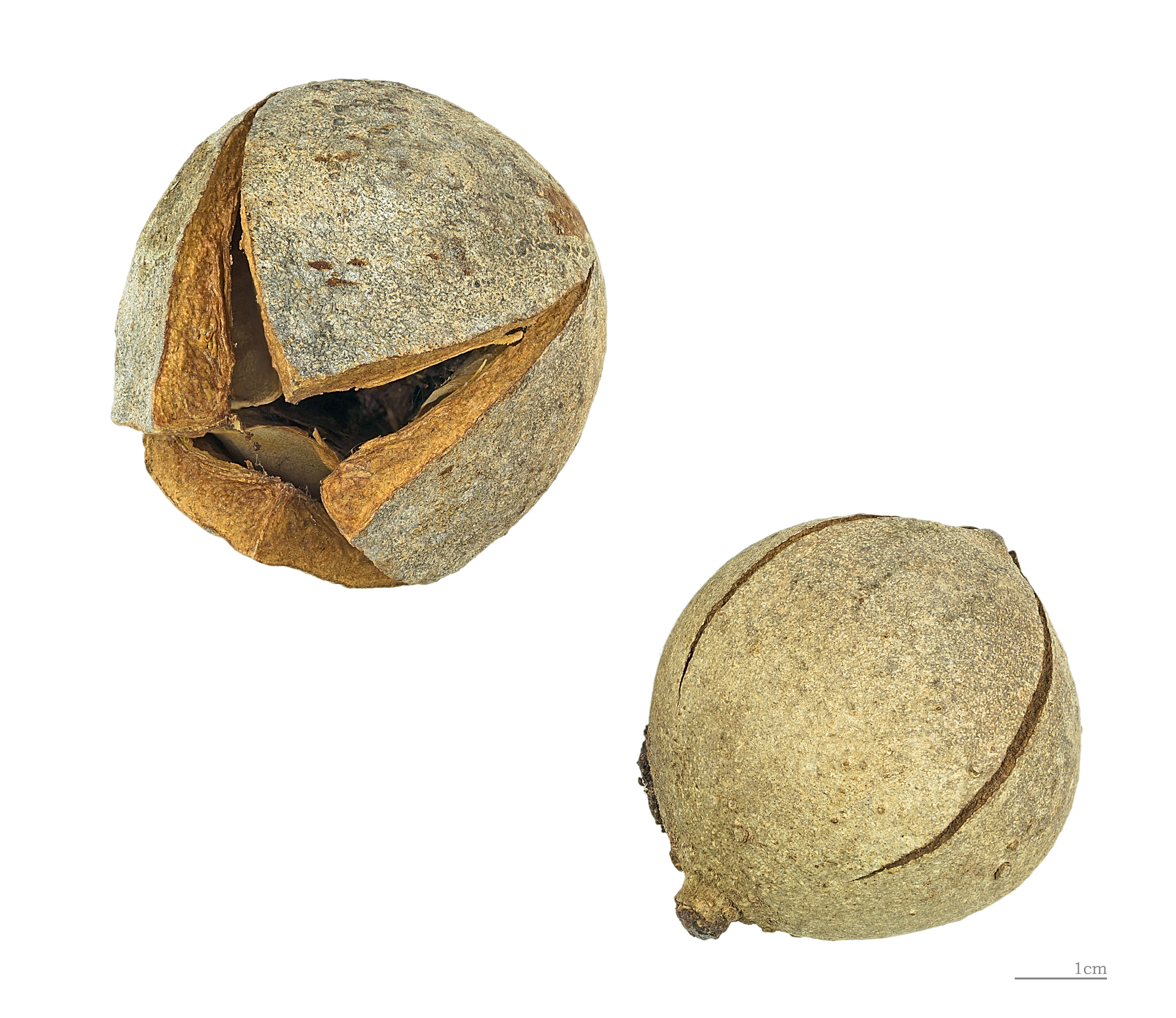
Плоды
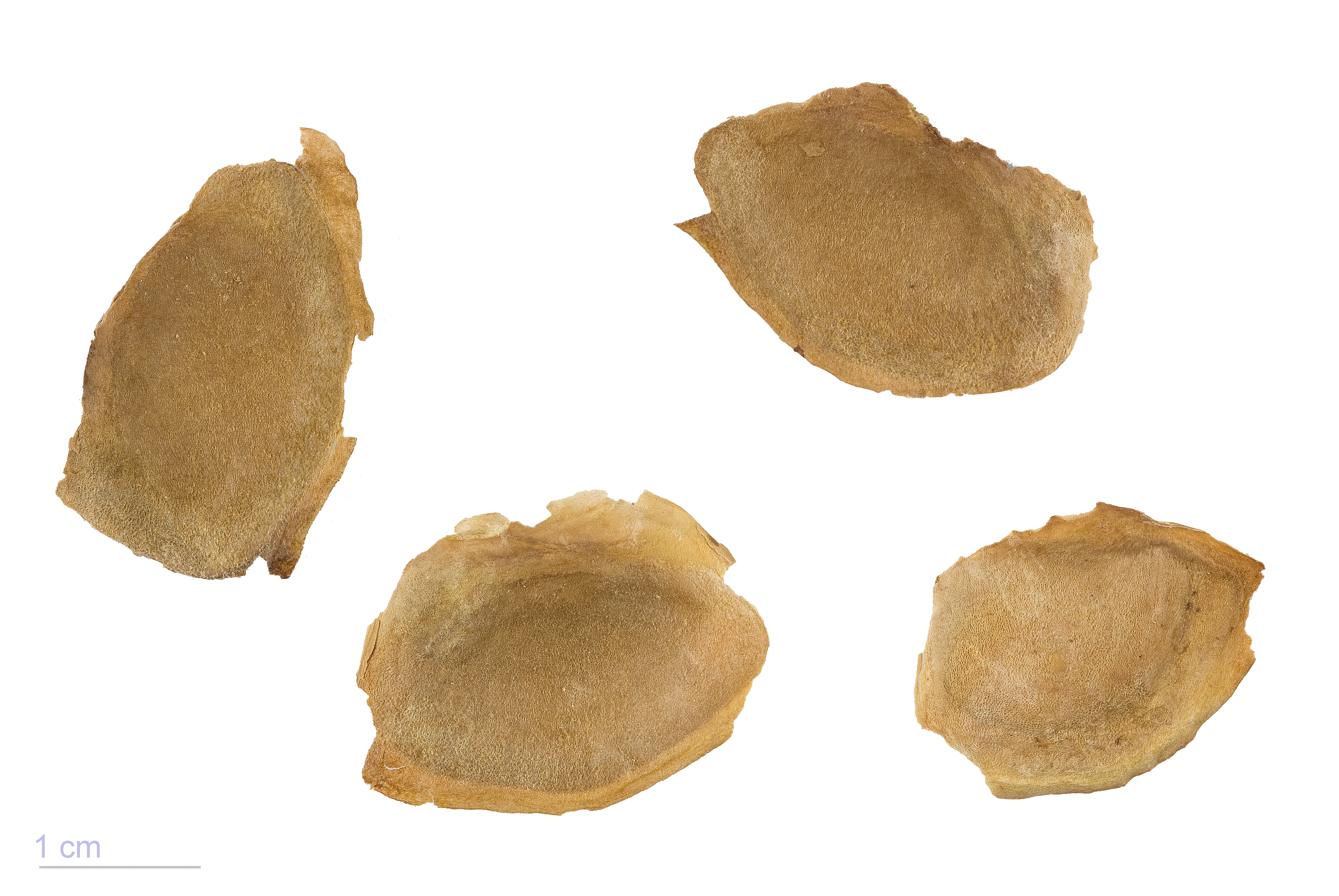
Семена